# ملعب سيرو فيجوريتو
ملعب سيرو فيجوريتو (بالإيطالية: Stadio Ciro Vigorito)‏ (استاد سانتا كولومبا سابقًا)، هو ملعب متعدد الاستخدامات يقع في بينيفينتو، إيطاليا. يتم استخدامه حاليًا في الغالب لمباريات كرة القدم وهو الملعب الرئيسي نادي بينيفينتو. يتسع الملعب لـ25،000 متفرج وافتتح عام 1979.
تمت تسمية الملعب على اسم سيرو فيجوريتو، المدير الرياضي والصحفي ورجل الأعمال الإيطالي الذي يعمل في قطاع الطاقة المتجددة.